# Stephen Perry
Stephen Perry was een Brits uitvinder en zakenman uit de 19e eeuw. Hij bezat het bedrijf Messers Perry and Co, Rubber Manufacturers of London, welke begon met het produceren van gevulkaniseerd rubber. Op 17 maart 1845 kreeg Perry patent op het elastiekje.